# Championnat des Caraïbes de rugby à XV 2001
Navigation
Championnat des Caraïbes de rugby
 à XV 2005
Le Championnat des Caraïbes de rugby 2001 ou Caribbean Rugby Championship 2001 est une compétition organisée par la NACRA qui oppose les nations caribéennes.

## Équipes engagées
| - Îles Caïmans - Jamaïque - Bermudes - Bahamas | - Sainte-Lucie - Barbade - Guyana - Trinité-et-Tobago |

## Format
Les résultats sont pris en compte pour les qualifications à la Coupe du monde de rugby 2003 en Australie.

## Résultats

### Quarts de finale
| 20 novembre 2001 | Bermudes | Forfait | Sainte-Lucie |  |
| 20 novembre 2001 |          |         |              |  |
| 20 novembre 2001 |          |         |              |  |

| 20 novembre 2001 | Barbade | 25 - 18 | Bahamas |  |
| 20 novembre 2001 |         |         |         |  |
| 20 novembre 2001 |         |         |         |  |

| 20 novembre 2001 | Îles Caïmans | 32 - 13 | Guyana |  |
| 20 novembre 2001 |              |         |        |  |
| 20 novembre 2001 |              |         |        |  |

| 20 novembre 2001 | Trinité-et-Tobago | 51 - 5 | Jamaïque |  |
| 20 novembre 2001 |                   |        |          |  |
| 20 novembre 2001 |                   |        |          |  |

### Demi-finales
| 22 novembre 2001 | Bermudes | 18 - 5 | Barbade |  |
| 22 novembre 2001 |          |        |         |  |
| 22 novembre 2001 |          |        |         |  |

| 22 novembre 2001 | Trinité-et-Tobago | 12 - 8 | Îles Caïmans |  |
| 22 novembre 2001 |                   |        |              |  |
| 22 novembre 2001 |                   |        |              |  |

### Match pour la3eplace
| 24 novembre 2001 | Barbade | 17 - 14 | Îles Caïmans |  |
| 24 novembre 2001 |         |         |              |  |
| 24 novembre 2001 |         |         |              |  |

### Finale
| 24 novembre 2001 | Trinité-et-Tobago | 23 - 12 | Bermudes |  |
| 24 novembre 2001 |                   |         |          |  |
| 24 novembre 2001 |                   |         |          |  |